# حشرة أرجل الإخطبوط

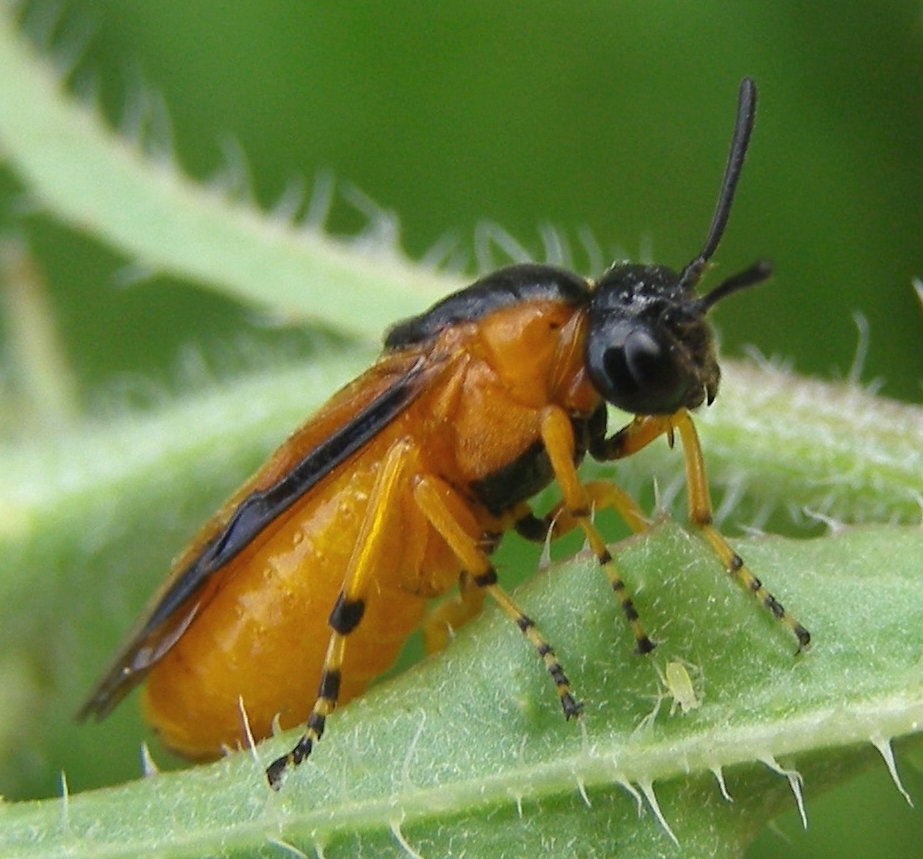
صورة لشكل حشرة الإخطبوط

حشرة أرجل الأخطبوط ( بالإنجليزية :Arge ochropus)  هو نوع من الحشرات غشائيات الأجنحة السيمفيتا لعائلة ذبابيات منشارية قصيرات القرون
يتغذى البالغون من الحشرة على الرحيق وحبوب اللقاح على أنواع ديكوت مختلفة. اليرقة هي يرقة كاذبة نباتية تتغذى على أوراق الورد وهي من جنس (جنس روزا).

## المرادفات
- Tenthredo ochropus Gmelin ، 1790
- Tenthredo rosae auct

## مكان وجود الحشرة
في مجال التوزيع وتشمل ' أرغيه ochropus و أوروبا، و آسيا الصغرى ، وأمريكا الشمالية، و القوقاز، و تركمانستان، شمال إيران و غرب سيبيريا إلى بحيرة بايكال.

## مذكرات و مراجع
1. ↑  "Faune entomologique du rosier" (PDF) (بالفرنسية). Inra / Opie. Archived from the original (PDF) on 2020-07-12. Retrieved 18 août 2013. {{استشهاد ويب}}: تحقق من التاريخ في: |تاريخ الوصول= (help)
2. ↑  "Arge ochropus (Gmelin, 1790)" (بالإنجليزية). Funet.fi. Archived from the original on 2018-10-17. Retrieved 18 août 2013. {{استشهاد ويب}}: تحقق من التاريخ في: |تاريخ الوصول= (help).

## انظر كذلك
- روز المنشار
- آفات الورد
- مكافحة الأفات
- حشرة السوس

### روابط خارجية
- (en) Fauna Europaea Reference : Arge ochropus (Gmelin، 1790) (راجع  (en)  (en)
- (en) BioLib إشارة: أرغيه ochropus (جملين في لينيوس، 1790)
- Référence INPN : Arge ochropus (Gmelin، 1790)
- موقع Aramel.free.fr
- (en) مرجع NCBI : Arge ochropus
- (en) uBio Reference: Arge ochropus (راجع  (en)  (en)